# Vincent Hoppezak
Vincent Hoppezak (Capelle aan den IJssel, 2 de febrero de 1999) es un deportista neerlandés que compite en ciclismo en las modalidades de pista y ruta.
Ganó una medalla de bronce en el Campeonato Mundial de Ciclismo en Pista de 2021 y cuatro medallas en el Campeonato Europeo de Ciclismo en Pista entre los años 2021 y 2025.

## Medallero internacional
| Campeonato Mundial | Campeonato Mundial       | Campeonato Mundial | Campeonato Mundial |
| Año                | Lugar                    | Medalla            | Competición        |
| ------------------ | ------------------------ | ------------------ | ------------------ |
| 2021               | Roubaix (Francia)        | Medalla de bronce  | Puntuación         |
| Campeonato Europeo |                          |                    |                    |
| Año                | Lugar                    | Medalla            | Competición        |
| 2021               | Grenchen (Suiza)         | Medalla de plata   | Scratch            |
| 2022               | Múnich (Alemania)        | Medalla de bronce  | Puntuación         |
| 2025               | Heusden-Zolder (Bélgica) | Medalla de oro     | Madison            |
| 2025               | Heusden-Zolder (Bélgica) | Medalla de plata   | Scratch            |